# Hyrkanien
Hyrkanien (griechisch Ὑρκανία Hyrkania, altpersisch 𐎺𐎼𐎣𐎠𐎴 Varkâna, akkadisch Urqananu, elamisch: 𒈪𒅕𒋡𒀭 Mi-ir-ka₄-an, avestisch 𐬬𐬆𐬵𐬭𐬐𐬁𐬥𐬀 Vəhrkāna) oder Gurgan (persisch جرجان Dschurdschan, aus mittelpersisch 𐭢𐭥𐭫𐭢𐭠𐭭 gwlgʾn Gurgān [Inschriftliche Pahlavi], parthisch 𐭅𐭓𐭊𐭍 wrkn [Inschriftliche Parthisch]) ist eine antike Landschaft am südlichen Kaspischen Meer im heutigen Iran und Turkmenistan. Das Gebiet umfasste in Iran ungefähr die Provinzen Gilan, Mazandaran und Golestan.

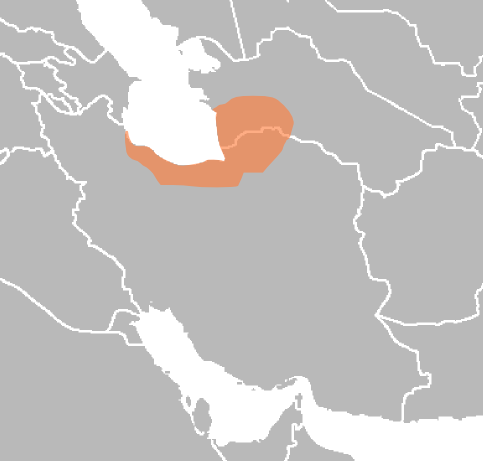
Lage Hyrkaniens

## Geschichte
Unter Dareios III. war Phrataphernes (griechisch Φραταφέρνης) Satrap von Parthien und Hyrkanien. Er wurde nach dem Tod des Dareios von Alexander dem Großen unterworfen und als Satrap bestätigt. Auch nach Alexanders Tod 323 v. Chr. blieb er Satrap.
Im 3. Jahrhundert, um 247 v. Chr. eroberten die Parther unter Arsakes I. Hyrkanien am Ostufer des Kaspischen Meeres.
Im 10. und 11. Jahrhundert (etwa 928 bis 1042) waren die Zijariden die Regionen Tabaristan und Gurgan beherrschend.

## Tierwelt
In der Antike war Hyrkanien für seine Tiger berühmt, die allerdings seit ca. 1970 ausgestorben sind. So beschuldigt die Prinzessin Dido der antiken Mythologie den Helden Aeneas, der sie verlassen hat:

„Nicht aus Dardanos’ Stamm; von des Kaukasus starrenden Felsen
Bist du erzeugt. Dich nährte die Milch hyrkanischer Tiger.“

Christoph Martin Wieland griff diese Metapher auf, als er 1797 dem Gelehrten Graeter in einem Brief vorwarf: Falls er die Anschuldigungen gegen ihn glaube, so habe er „keinen christlichen Blutstropfen im Leibe, so hat Sie irgendein kaukasischer Fels geboren und ein hyrkanischer Tiger gesäugt – kurz, Sie müßten ein zweiter Robespierre seyn.“
In Georg Friedrich Händels Arie des Ruggiero Sta nell’Ircana pietrosa tana heißt es (im dritten Akt der Oper Alcina): „In ihrem Felsloch in Hyrkanien verbirgt sich die wilde Tigerin.“ In Gioachino Rossinis Oper Ermione stellt Pirro seiner Verlobten Ermione in der Stretta des ersten Finales folgende rhetorische Frage: "Hyrkanische Tigerin, gnadenlose Furie, wer übertrifft dich an Grausamkeit?"

## Siehe auch

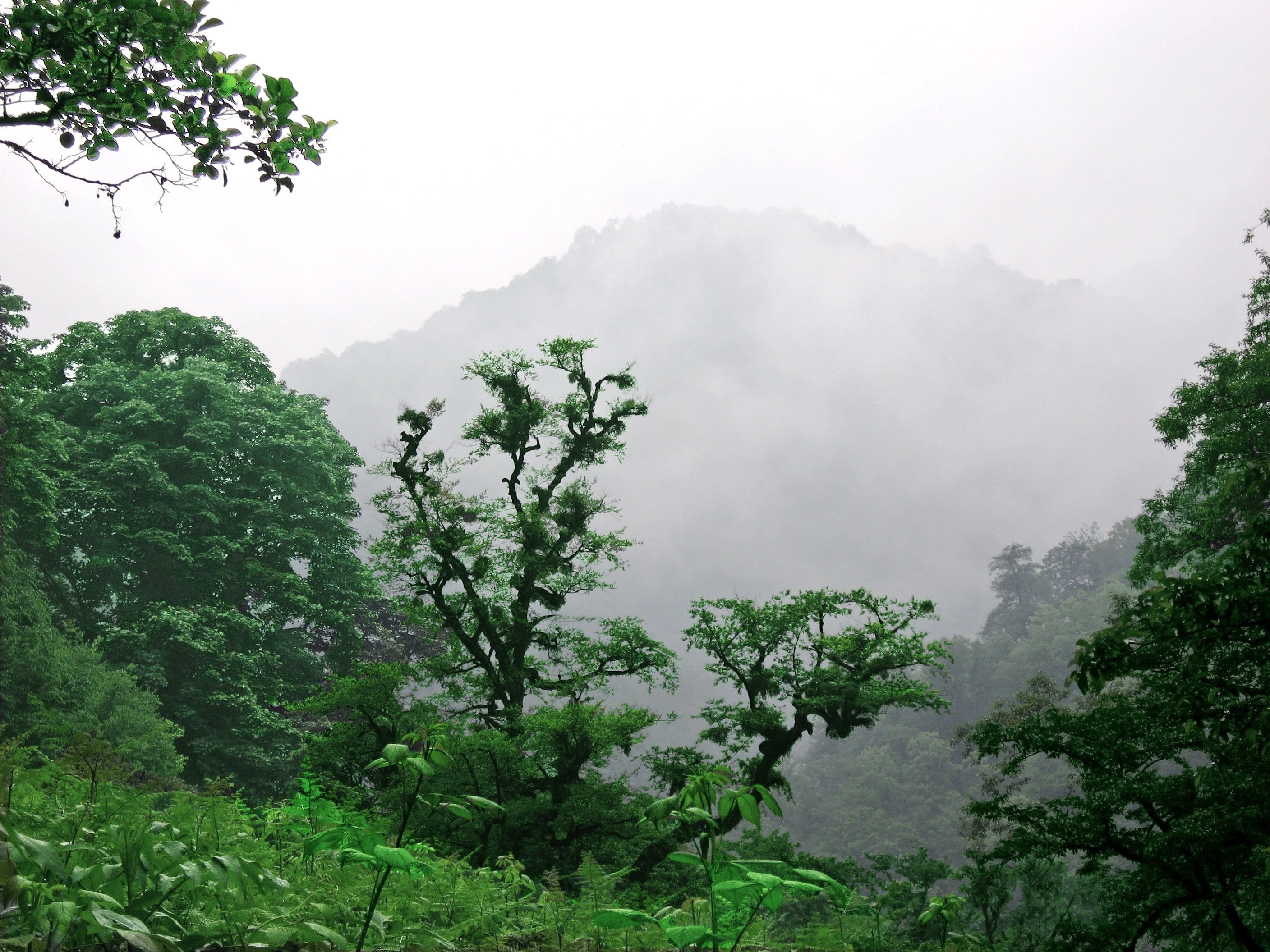
Rudkhan-Festung, Gilan